# Gilbert Edelstein
Pour les articles homonymes, voir Edelstein.
Gilbert Edelstein, né le 20 juillet 1938 à Lyon et mort le 9 novembre 2022 à Paris, est une personnalité française du monde du cirque. Il est le propriétaire du Cirque Pinder depuis 1983 et le président du Syndicat national du cirque.

## Biographie
Gilbert Edelstein est le fils de négociants en textile juifs ashkénazes. Quand il tombe sur le chapiteau de Pinder (le cirque est alors en faillite), il hypothèque sa maison et rachète l'entreprise. Quelques semaines après, il a relancé la marque et rachète sa maison.
Il est le père de Frédéric Edelstein, dompteur de fauves, et Sophie Edelstein, illusionniste et dompteuse d’éléphants.
En 2016, alors que le conseil municipal de La Ciotat interdit la présence de cirques exploitant des animaux sauvages, il insulte le maire, Patrick Boré (LR), de « petit nazillon » sur France info. Il est souvent présenté comme un défenseur du cirque traditionnel face aux partisans de l'abolition de l'utilisation des animaux sauvages dans les cirques.